# Albert Deflers
Albert Deflers (1841 - 1921) fue un botánico francés .

## Algunas publicaciones

### Libros
- 1885. « Herborisations dans les montagnes volcaniques d'Aden ». In Bulletin de la Société botanique de France, vol.32, p. 343
- 1889. Voyage au Yémen: journal d'une excursion botanique faite en 1887 dans les montagnes de l'Arabie Heureuse
  - 1889. Voyage Au Yemen: Journal D'Une Excursion Botanique. 270 pp. ISBN 978-1-104-92850-6
- 1893. « Note sur un Kalanchoe remarquable de l'Arabie tropicale ». In Bulletin de la Société botanique de France, vol. 40, p. 298
- 1896. albert Deflers, Antonio Bey Figari, a. henry Husson. L'exploration scientifique de l'Egypte sous le règne de Mohammed Ali. 132 pp.

## Honores

### Epónimos
- (Euphorbiaceae) Deflersia Schweinf. ex Penz.[1]

- La abreviatura «Deflers» se emplea para indicar a Albert Deflers como autoridad en la descripción y clasificación científica de los vegetales.[2]